# Richie Havens
Pour les articles homonymes, voir Havens.
Richie Havens, né le 21 janvier 1941 à Brooklyn (New York) et mort le 22 avril 2013 à Jersey City (New Jersey), est un chanteur, guitariste et acteur américain.
Richie Havens est doté d'une des voix les plus reconnaissables de la musique pop. Son chant fougueux, poignant et plein d'âme reste unique et intemporel depuis sa première apparition sur la scène folk de Greenwich Village au début des années 1960. Sa voix enchante aussi bien le public du Festival de Woodstock que celui de l'investiture présidentielle de Bill Clinton en 1993, jusqu'à son retour au point de départ avec le 30e anniversaire du festival de Woodstock en 1999, A day in the garden, et même encore avec le 40e anniversaire de Woodstock en 2009.
Sur plus de trois décennies, Richie Havens se sert de sa musique pour transmettre un message de fraternité et de liberté. Avec plus de 25 albums à son actif et d'incessantes tournées, il voit sa vocation comme la responsabilité de faire passer des messages. Comme il le dit au Denver Post :
« I really sing songs that move me. I’m not in show business, I’m in the communications business. That’s what it’s about for me. » (« Je chante des chansons qui m'émeuvent réellement. Je ne fais pas du show business, je fais de la communication. Voilà tout ce qui importe pour moi. »)

## Biographie

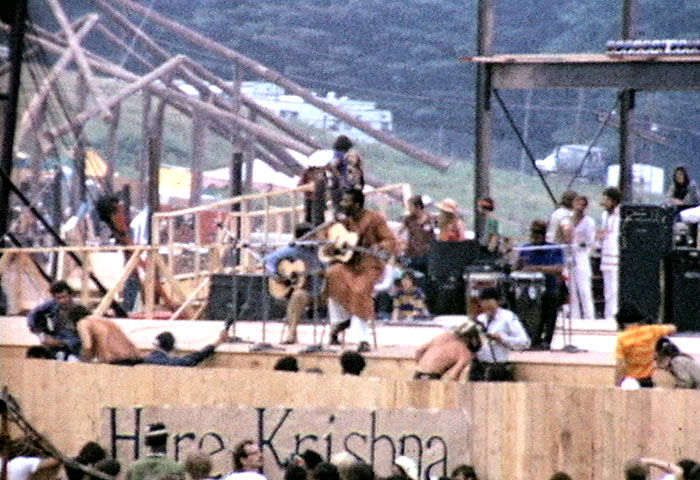
Richie Havens au festival de Woodstock en 1969.

### Son enfance et sa jeunesse: de Brooklyn à Greenwich Village
Richard P. Havens naît à Brooklyn en 1941 ; il est l'aîné d'une famille de neuf enfants. Dès son plus jeune âge, il organise avec ses copains de quartier des représentations de coin de rue, et il chante dans les McCrea Gospel Singers à l'âge de seize ans.
À vingt ans, Richie quitte Brooklyn pour s'imprégner de l'émulation artistique de Greenwich Village. « I saw the Village as a place to escape to in order to express yourself » (« Je voyais le village comme un endroit pour s'évader afin de s'exprimer »), se rappelle-t-il. Il arrive sur place durant l'époque des beatniks dans les années 1950 et y chante de la poésie, avant de dessiner des portraits pendant deux ans. Il passe toutes ses nuits à écouter de la musique folk et du blues dans les clubs de la ville. Nina Simone, Fred Neil et Dino Valenti le marquent alors profondément, mais il tarde à prendre une guitare.

### Années 1960: le succès et les grandes scènes des festivals
Dès lors qu'il met au point sa formule épurée et expressive : guitare acoustique rythmique intense en de longues plages jusqu'à la transe, soutenant sa voix chaude inimitable qui passe de la douceur à la harangue martelée répétitive et aux incantations issues du Gospel, la réputation de Richie en tant qu'interprète se répand bientôt dans les cercles folk de Greenwich Village à partir du milieu des années 1960.
Il enregistre alors deux démos pour Douglas International en 1965 et 1966, mais aucune de ces chansons n'est commercialisée jusqu'à ce que ses deux premiers albums à venir fassent sensation. Il rejoint alors le légendaire manager Albert Grossman et décroche son premier contrat avec le label Verve Records, qui commercialise Mixed Bag en 1967. Ce premier album laisse envisager le meilleur, avec des titres comme Handsome Johnny (coécrit avec l'acteur futur oscarisé Louis Gossett Jr.), et la reprise marquante de Bob Dylan, Just Like a Woman, qui lui vaut la réputation d'être l'un de ses premiers interprètes.
Something Else Again, qui sort en 1968, est le premier album de Richie à se placer dans le hit-parade, avec son album précédent dans le même temps, dont les ventes sont relancées par le succès de celui-ci. La même année, Douglas International ajoute des instrumentaux à ses vieilles démos et réalise deux albums, A Richie Havens Record et Electric Havens, contre l'avis du chanteur. Moins d'un an plus tard, en 1969 donc, la première coproduction de Richie, le double-disque Richard P. Havens 1983, donne un aperçu de ses performances en public.

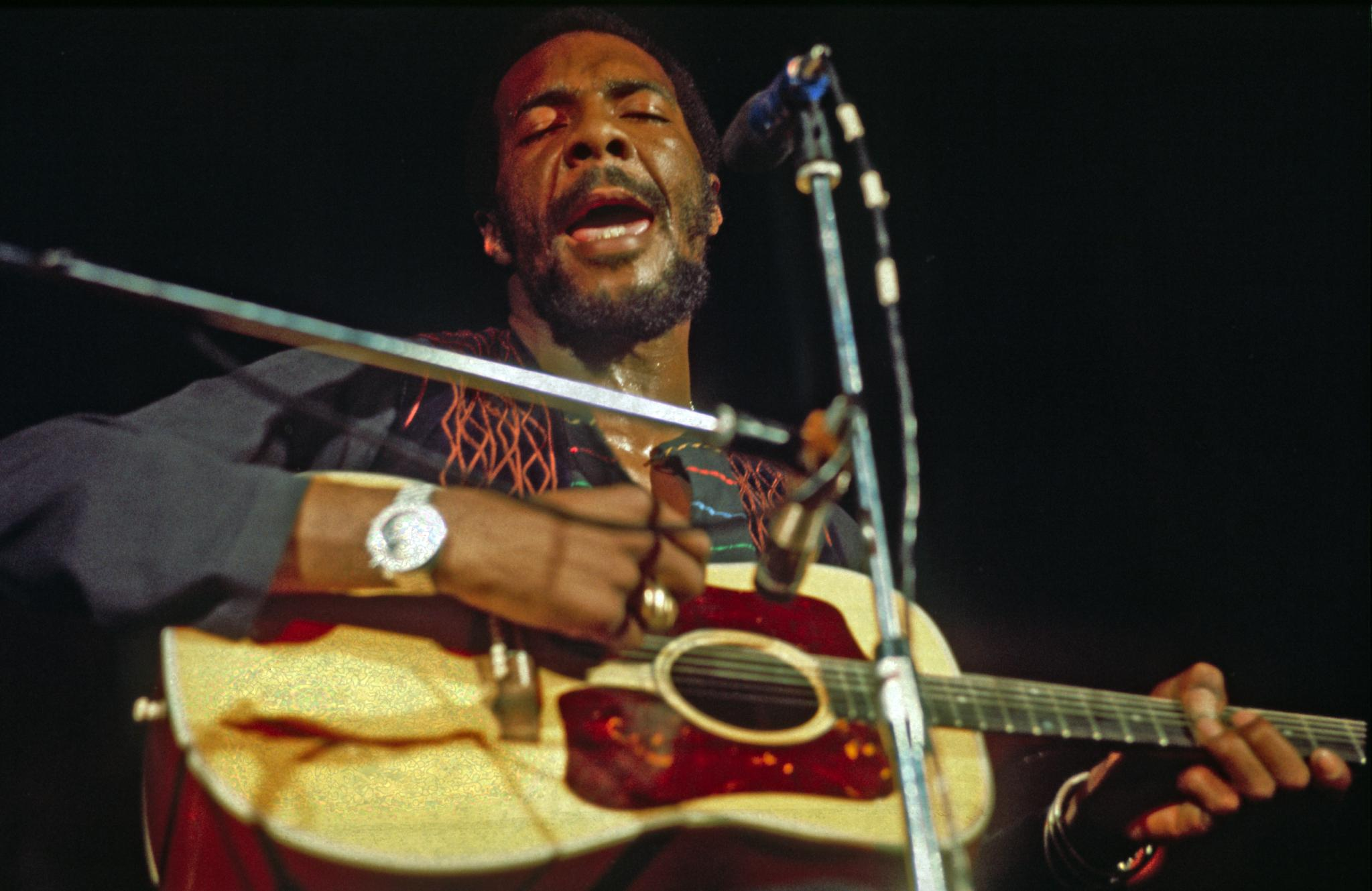
Havens à Hambourg en mai 1972.

C'est en effet en tant qu'interprète en concert que Richie se bâtit une réputation. À la fin de la décennie, il est très demandé pour des festivals de folk et de pop musique à travers tout le pays. Il joue au Newport Folk Festival en 1966, au Monterey Jazz Festival en 1967, au Miami Pop Festival en 1968, il fait l'ouverture du Festival de Woodstock en 1969, participe au Festival de l'île de Wight la même année et au premier festival de Glastonbury en 1970.
L'apparition de Richie à Woodstock s'avère être un tournant crucial dans sa carrière. En tant qu'ouvreur du festival, il captive la foule durant trois heures d'affilée, rappelé sur scène par le public encore et encore… À court de chansons, il improvise, sur un negro spiritual traditionnel à qui il donne des accents de harangue gospel, Sometimes I Feel Like a Motherless Child, un thème qui deviendra l'hymne de toute une génération : Freedom (voir la section : « Chanson »). Le succès de l'album et du film relatant le festival permettent à Richie de toucher un large public à travers le monde entier.

### Des années 1970 aux années 1980: la consécration
Entre-temps Richie créé son propre label, Stormy Forest, et livre Stonehenge en 1970. La même année sort Alarm Clock avec le hit Here comes the Sun, qui permet à l'album d'atteindre le top 30 du Hit parade. Stormy Forest lance encore quatre de ses albums, The Great Blind Degree (1971), Live On Stage (1972), Portfolio (1973), et Mixed Bag II (1974).
Il fait des apparitions mémorables à la télévision dans deux programmes désormais légendaires, The Ed Sullivan Show et The Tonight Show de Johnny Carson. Dans celui-ci, le public est tellement enthousiasmé qu'il continue d'applaudir même quand l'émission s'arrête, à tel point que Johnny Carson demande à Richie de revenir le soir suivant. De toute l'histoire de ce programme, le seul autre invité à être revenu d'un soir à l'autre, avec des parts d'audience remarquables, est Barbra Streisand.

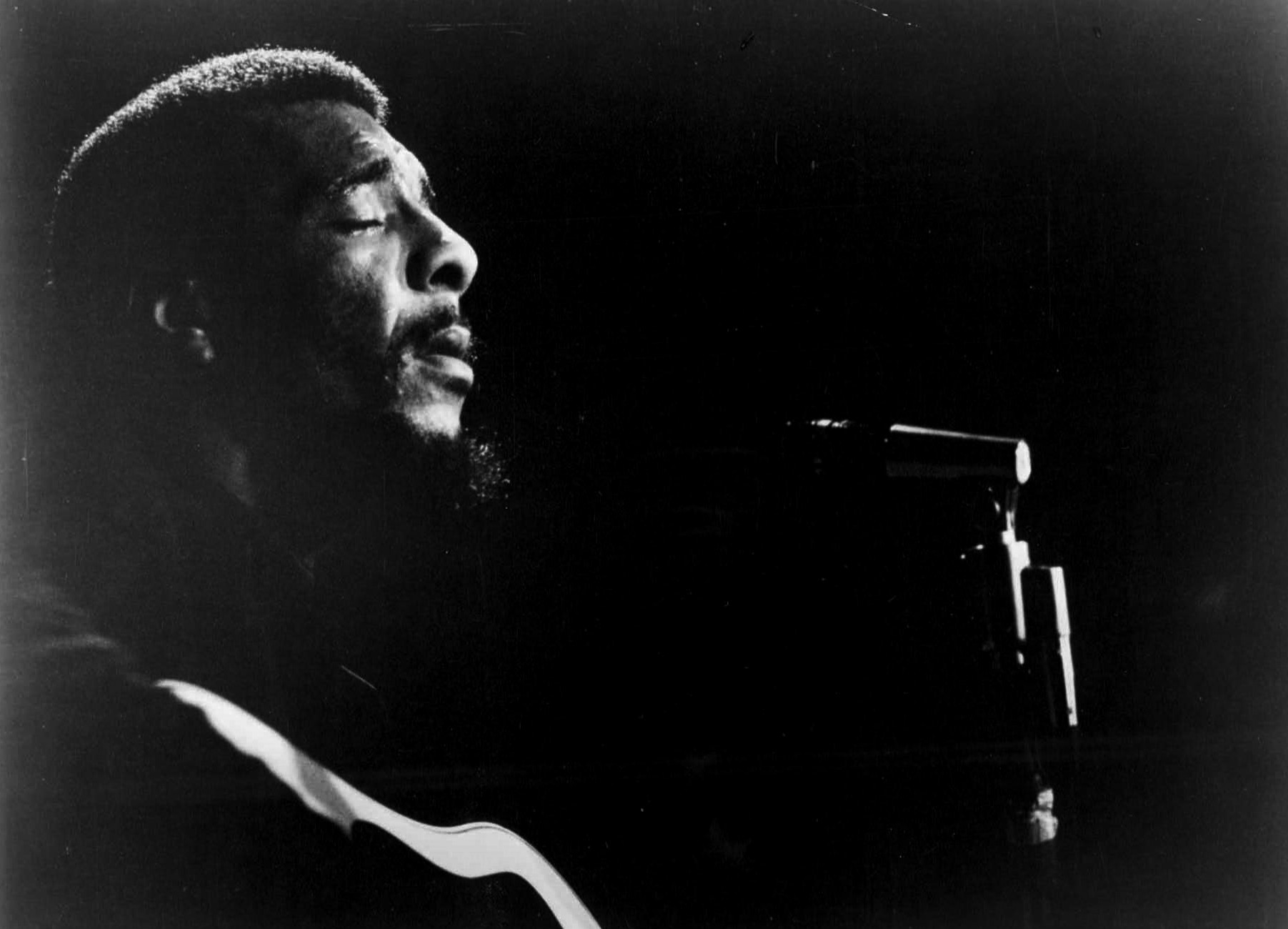
Richie Havens 1973

Richie étend aussi ses activités au cinéma durant les années 1970. Il joue dans la représentation originale de 1972 de Tommy, l'opéra rock des Who, et décroche le rôle principal dans le film Catch my soul, en 1974, d'après Othello de Shakespeare. En 1977, il joue aux côtés de Richard Pryor dans Greased Lightning.
De plus en plus, Richie emploie son énergie à éduquer les jeunes sur les questions écologiques. Au milieu des années 1970, il cofonde la Northwind Undersea Institute, un musée océanographique pour les enfants, à City Island dans le Bronx. Ce qui, ultérieurement, l'amène à la création de The Natural Guard, une organisation visant à faire prendre conscience aux enfants que leur gestes peuvent avoir des conséquences sur leur environnement. Les enfants étudient le paysage, l'eau et l'air dans leur propre communauté et voient comment ils peuvent avoir une action positive sur leur environnement; avec quelque chose d'aussi simple que d'implanter un jardin dans un terrain vague.
Durant les années 1970 et 1980, Richie entreprend une tournée mondiale ininterrompue et sort régulièrement des albums tels que End Of The Beginning, Mirage, Connections, Common Ground, Simple Things, et Now. En 1978, le guitariste Steve Hackett, anciennement du groupe Genesis, invite Richie à chanter sur deux chansons de son deuxième album solo, Please Don't Touch, titrées Icarus Ascending et How can I?, avec sa voix chaude, suave et unique.

### Années 1990 et engagements: suite

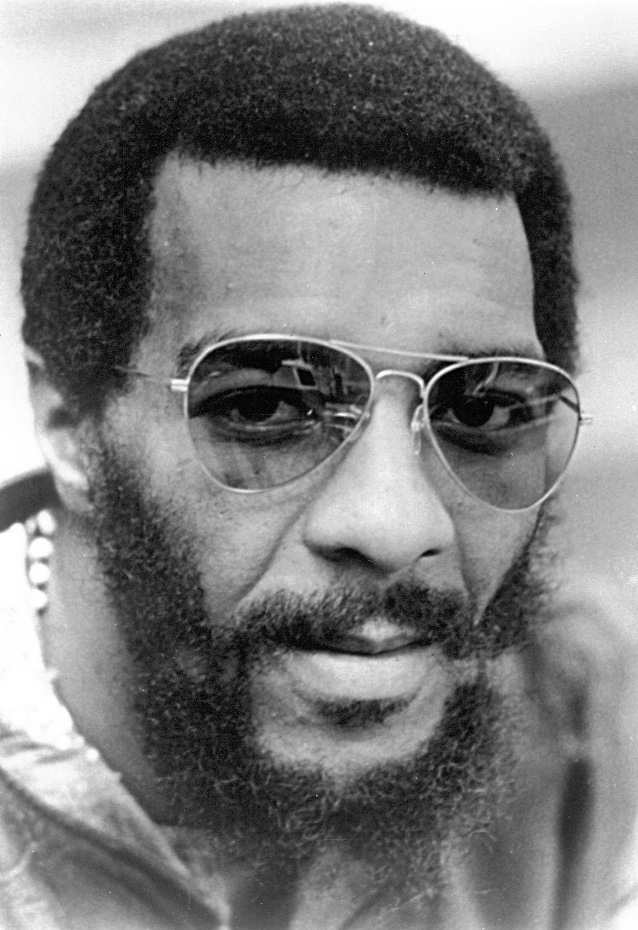
Richie Havens en 1974.

Il garde cette allure dans les années 1990 et fait une apparition remarquée au concert des 30 ans de Bob Dylan, au Madison Square Garden, en 1992. L'interprétation par Richie de Just Like a Woman est acclamée par la presse comme l'une des meilleures performances de cette chanson, toutes stars confondues.
L'année 1993 voit la parution de Resume, The Best of Richie Havens, une longue anthologie de ses meilleurs titres depuis la fin des années 1960 jusqu'au début des années 1970, et en 1994 sort un nouvel album studio, Cuts to the Chase.
D'autres faits marquants ponctuent cette décennie, dont son apparition triomphale au Troubadours of Folk Festival à l'UCLA's Drake Stadium, et encore une fois, ce furent les acclamations du public qui refusait de le laisser quitter la scène. Ce fut aussi durant ces années 1990 que, lors d'une intervention à Los Angeles, le dalaï-lama demanda à Richie, lequel était fortement engagé en faveur de la cause tibétaine, de jouer Lives In The Balance et Freedom, pour amplifier la portée de son message. D'ailleurs, sans que l'on puisse trancher définitivement la question de savoir si Richie Havens était bouddhiste et pratiquant, il est clair en revanche qu'il était sympathisant de la cause tibétaine (cf sa participation au Tibetan Freedom Concert de 1999), qu'il a été comme son ami Peter Gabriel, et comme Leonard Cohen fortement influencé par la philosophie du bouddhisme, et il a été dit qu'il a contribué à faire connaître le « dharma » en Amérique. On se souvient, de plus, qu'il portait à Woodstock une chasuble orange typique des vêtements des moines bouddhistes.
À l'été 1999, le premier livre de Richie est publié. Le titre, They Can’t Hide Us Anymore (« Ils ne peuvent pas nous cacher plus longtemps »), se réfère aux impressions et considérations de l'auteur alors qu'il survolait l'immense foule de Woodstock trente ans plus tôt.

### Années 2000: toujours le feu et la voix
Richie entame l'an 2000 avec une myriade d'activités. Il refonde son label Stormy Forest, il remastérise et réédite ses premiers enregistrements. Sa collaboration avec Peter Gabriel et le duo de danse anglais Groove Armada le présente à un tout nouveau public. Une tournée en Irlande et en Angleterre suit, avec un retour au légendaire festival de Glastonbury, où il joue avec son propre groupe puis rejoint Groove Armada sur scène, pour une performance soulignée par la BBC comme l'une des plus marquantes des trois jours du festival.
En 2002, Stormy Forest sort un nouvel album studio, Wishing Well, qui remporte des critiques élogieuses de la presse : 
- la revue Acoustic guitar considère que cet enregistrement est « lush and meditative » (« lumineux et méditatif »). 
- Selon Billboard, « however clichéd it may sound, this acoustic soul giant truly seems to be getting more inspiring and graceful with age » (« aussi cliché que cela puisse paraître, ce géant de la soul acoustique (« musique de l'âme accoustique ») semble vraiment gagner encore en inspiration et en grâce avec l’âge ») ; 
- et Mojo d'ajouter : « he's lost none of his power to enthrall and enchant » (« il n’a rien perdu de son pouvoir de captiver et d’enchanter (/de sa fougue entraînante et de sa passion) »).

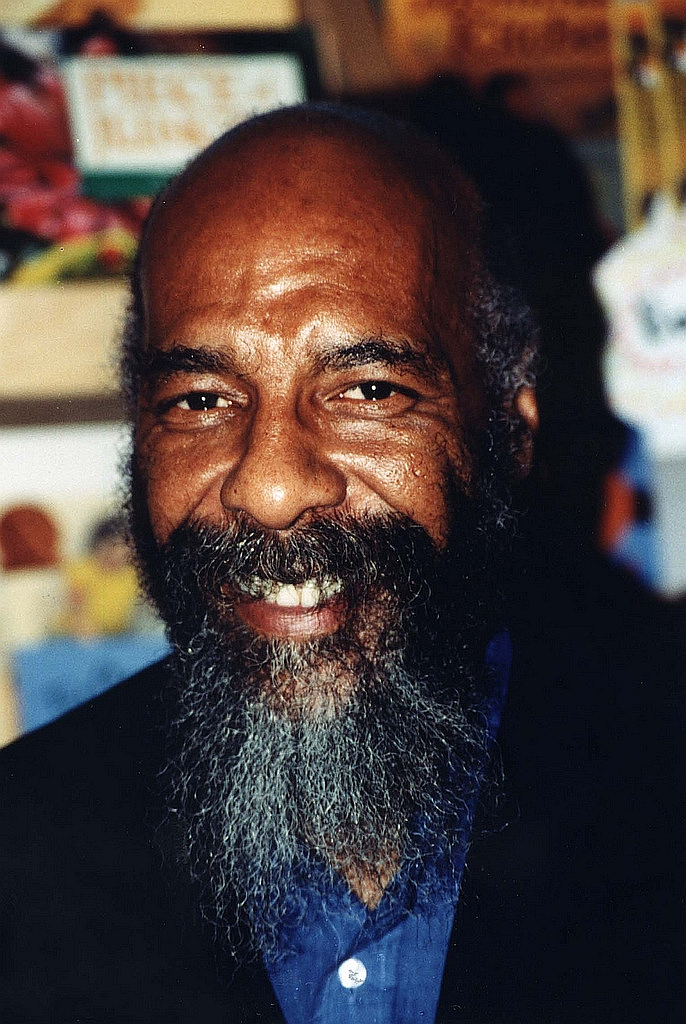
Richie Havens en 1999 à Washington D.C. (photo de John Mathew Smith).

Le National Music Council remet en 2003 l'American Eagle Award à Richie en récompense de sa place dans le patrimoine musical américain, et pour « nous offrir une voix d'éloquence rare et inspirante, d'intégrité et de responsabilité sociale ».
En 2004 sort de nouveau un album auto-produit, Grace of the Sun, sur lequel on retrouve Richie en tant que compositeur de la plupart des morceaux. Il est accompagné à la guitare par Walter Parks et Christopher Cunningham, et par des musiciens du monde entier comme Badal Roy (Inde), Jorge Alfano (Argentine) et Hasan Isakkut (Turquie). Le résultat en est une tapisserie exotique et envoûtante au service de la signature vocale unique de Richie.
Richie participe à la bande-originale du film de Todd Haynes sur Bob Dylan : I'm Not There sorti en 2007.
Son dernier album, Nobody left to crown (2008), traite de sujets variés tel que l'état de la démocratie américaine, des problèmes que rencontre l'industrie du disque ou encore des enjeux environnementaux mondiaux. À 67 ans, il entame une tournée européenne à l'occasion de sa sortie. Le 14 mai 2008, Richie Havens est invité pour la Cérémonie d'ouverture du 61e Festival de Cannes. Il y fait une brève, mais émouvante, apparition en interprétant Freedom, son morceau final joué à Woodstock en 1969. Sa prestation était un hommage à Sean Penn (président du jury), l'un de ses fans les plus célèbres.

### Fin de vie et mort
En mars 2012, il avait annoncé qu’il arrêtait de se produire en public en raison de problèmes de santé.
Il meurt d'une crise cardiaque à son domicile de Jersey City le 22 avril 2013, à l'âge de 72 ans. Incinéré, ses cendres sont répandues sur le site d'origine du festival de Woodstock à Bethel (New York).

## Discographie
- 1965 : A Richie Havens Record
- 1966 : Electric Havens
- 1967 : Mixed Bag
- 1968 : Something Else Again
- 1969 : Richard P. Havens, 1983
- 1970 : Stonehenge
- 1971 : Alarm Clock
- 1971 : The Great Blind Degree
- 1972 : Richie Havens On Stage
- 1973 : Portfolio
- 1975 : Mixed Bag II
- 1976 : The End of the Beginning
- 1977 : Mirage
- 1980 : Connections
- 1983 : Common Ground
- 1987 : Simple Things
- 1987 : Sings Beatles and Dylan
- 1990 : Live at the Cellar Door
- 1991 : Now
- 1994 : Cuts to the Chase
- 1999 : Time
- 2002 : Wishing Well
- 2004 : Grace of the Sun
- 2007 : I'm Not There Bande originale (collectif - un titre de R.Havens)
- 2008 : Nobody left to crown

## Collaborations
- 1968 : A Long Time Comin' de The Electric Flag - Richie au sitar et aux percussions.
- 1970 : A Summer's Night de Montréal - Richie coproduit en plus de jouer le sitar et le koto.
- 1970 : Woodstock: Music from the Original Soundtrack and More Artistes variés - Richie sur Freedom.
- 1972 : Kralingen / Isle Of Wight Artistes variés - Richie sur I'm A Stranger Here.
- 1978 : Please Don't Touch de Steve Hackett - Richie sur deux chansons, Icarus Ascending  et How can I?.
- 1984 : Starlight Express de Andrew Lloyd Webber et Richard Stilgoe
- 1989 : Spirit of the Forest de Spirit of the Forest - Projet incluant David Gilmour, Jon Anderson, Ringo Starr, Kate Bush, Rita Coolidge, etc.
- 1998 : Jazz-A-Ma-Tazz de Hayes Greenfield
- 2000 : OVO de Peter Gabriel - Richie chante sur deux chansons.

## Filmographie
- 1970 : Woodstock - Documentaire de Michael Wadleigh - Lui-même
- 1970 : Amougies (Music Power - European Music Revolution) - Documentaire de Jérôme Laperrousaz - Lui-même
- 1970 : Opération 666 - Paris Underground Festival - Lui-même
- 1974 : Catch my Soul - Film de Patrick McGoohan, d'après Othello de Shakespeare - Othello
- 1977 : Greased Lightning - Film de Michael Schultz - Woodrow
- 1978 : The Boss' Son - Film de Bobby Roth - Albert
- 1981 : The Girl, the Gold Watch & Dynamite - Film de Hy Averback - Amos
- 1987 : Hearts of Fire - Film de Richard Marquand - Pepper Ward
- 1987-1997 : Married with Children - Télésérie de Ron Leavitt, Michael G. Moye - 1 épisode 1992 - Lui-même
- 1989 : Spirit of the Forest: Spirit of the Forest - Docu de Storm Thorgerson - Lui-même
- 1990 : Street Hunter - Film de John A. Gallagher - Daze
- 1991 : Perfect Harmony - Téléfilm de Will Mackenzie - Scrapper Johnson
- 1995 : Orphan of War - Film de Bernard McWilliams - Rôle non défini
- 2007 : I'm Not There - Film de Todd Haynes - Old Man Arvin